# Diego Rivas
Diego Rivas Gutiérrez (ur. 27 kwietnia 1980 w Ciudad Real) – piłkarz hiszpański grający na pozycji defensywnego pomocnika.

## Kariera klubowa
Karierę piłkarską Rivas rozpoczął w Atlético Madryt. W latach 1998–1999 grał w zespole C, a w 1999 roku został zawodnikiem zespołu rezerw Atlético. W 2002 roku został wypożyczony do grającego w Segunda División Getafe CF, w którym zadebiutował 29 września 2002 w meczu z Racingiem de Ferrol (0:2). W Getafe był podstawowym zawodnikiem i latem 2003 wrócił do Atlético, w którym 20 września 2003 zaliczył swój debiut w Primera División w przegranym 0:3 domowym spotkaniu z Valencią. Po rozegraniu 3 spotkań w Atlético został wykupiony przez Getafe, które w 2004 roku awansowało do Primera División. W pierwszym składzie Getafe grał do końca sezonu 2005/2006.
W 2006 roku Rivas przeszedł do Realu Sociedad z miasta San Sebastián. 27 sierpnia 2006 zadebiutował w zespole Realu w Primera División w zremisowanym 1:1 wyjazdowym meczu z Athletikiem Bilbao. Na koniec sezonu 2006/2007 spadł z Realem do Segunda División. W 2007 roku wypożyczono go do Cádizu CF (debiut: 25 sierpnia 2007 w wygranym 2:0 meczu z Granadą 74 CF). W 2008 roku wrócił do Realu Sociedad i przez kolejne dwa sezony grał na szczeblu drugiej ligi. W 2010 roku wraz z Realem powrócił do Primera División, po tym jak klub z San Sebastián wywalczył mistrzostwo Segunda División.
| Sezon   | Klub              | Kraj      | Rozgrywki          | Mecze | Bramki |
| ------- | ----------------- | --------- | ------------------ | ----- | ------ |
| 1999/00 | Atlético Madryt B | Hiszpania | Segunda División   | 1     | 0      |
| 2000/01 | Atlético Madryt B | Hiszpania | Segunda División B | ?     | ?      |
| 2001/02 | Atlético Madryt B | Hiszpania | Segunda División B | ?     | ?      |
| 2002/03 | Getafe CF         | Hiszpania | Segunda División   | 31    | 3      |
| 2003/04 | Atlético Madryt   | Hiszpania | Primera División   | 3     | 0      |
| 2003/04 | Getafe CF         | Hiszpania | Segunda División   | 17    | 0      |
| 2004/05 | Getafe CF         | Hiszpania | Primera División   | 33    | 0      |
| 2005/06 | Getafe CF         | Hiszpania | Primera División   | 33    | 0      |
| 2006/07 | Real Sociedad     | Hiszpania | Primera División   | 21    | 1      |
| 2007/08 | Cádiz CF          | Hiszpania | Segunda División   | 20    | 0      |
| 2008/09 | Real Sociedad     | Hiszpania | Segunda División   | 34    | 0      |
| 2009/10 | Real Sociedad     | Hiszpania | Segunda División   | 37    | 0      |
| 2010/11 | Real Sociedad     | Hiszpania | Primera División   | 32    | 2      |
| 2011/12 | Hércules CF       | Hiszpania | Segunda División   | 31    | 0      |
| 2012/13 | Hércules CF       | Hiszpania | Segunda División   | 26    | 0      |
| 2013/14 | SD Eibar          | Hiszpania | Segunda División   | 24    | 0      |
| 2014/15 | Elche CF          | Hiszpania | Primera División   | 0     | 0      |